# Diversidad sexual en Níger
Las personas lesbianas, gays, bisexuales y transgénero (LGBT) en Níger enfrentan desafíos legales que no experimentan los residentes no LGBT. La actividad sexual entre personas del mismo sexo es legal, sin embargo, las personas LGBT se enfrentan a la estigmatización entre la población en general.

## Ley sobre actividad sexual entre personas del mismo sexo
La actividad sexual entre personas del mismo sexo siempre ha sido legal en Níger, pero la edad de consentimiento no es igual para la actividad sexual entre personas del mismo sexo y del sexo opuesto, fijándose en 13 años para heterosexuales y 21 años para homosexuales.
En diciembre de 2022 un grupo de parlamentarios nigerinos anunciaron su respaldo a una petición para debatir en el Parlamento una posible criminalización de las relaciones homosexuales.

## Reconocimiento de las relaciones entre personas del mismo sexo
Níger no reconoce legalmente las uniones entre personas del mismo sexo.

## Protecciones contra la discriminación
Existen protecciones legales limitadas contra la discriminación basada en la orientación sexual. No existen leyes que protejan la identidad de género.
- El artículo 4 de la Ley 2015-36 sobre el "Tráfico Ilícito de Migrantes" prohíbe la discriminación por orientación sexual.[7]

- El artículo 95 de Ley 2022-59 sobre la "Protección de Datos Personales" penaliza con prisión y multa la recopilación y el tratamiento de datos sensibles que revelen la vida sexual o la orientación sexual de una persona. La norma protege ampliamente la vida sexual de una persona como un dato personal y sensible.[8]

## Condiciones de vida
El Informe de Derechos Humanos de 2010 del Departamento de Estado de los Estados Unidos encontró que "no se conocían organizaciones de lesbianas, gays, bisexuales o personas transgénero ni informes de violencia contra personas en función de su orientación sexual o identidad de género. Sin embargo, las personas homosexuales experimentaron discriminación social".